# Kaple svatého Antonína Paduánského (Brno-Pisárky)
Kaple svatého Antonína Paduánského je kaple v Brně, která se nachází na okraji čtvrti Pisárky u ulice Žabovřeské, pod Wilsonovým lesem. Je chráněna jako kulturní památka a je poslední dochovanou stavbou zaniklé osady Kamenný Mlýn.
Vystavěna v roce 1884 podle projektu architekta Aloise Franze v novogotickém slohu.

## Historie
Kaple byla součástí osady Kamenný Mlýn, která vznikla v 19. století. Z ní zbyla jen kaple, celá osada byla zničena ve druhé polovině 20. století kvůli nově vznikající silnici (ulice Žabovřeská).
V roce 2022 došlo v rámci přestavby ulice Žabovřeské na Velký městský okruh k celkové rekonstrukci zchátralé kaple. V krajské soutěži Nejlépe opravená kulturní památka Jihomoravského kraje v roce 2022 se zvítězila v kategorii Drobné stavby.